# Aeroportul Hana
Aeroportul Hana (în engleză Hana Airport; în hawaiiană Kahua Mokulele o Hāna) (IATA: HNM, ICAO: PHHN, FAA LID: HNM) este un aeroport din Hawaii, Statele Unite ale Americii ce deservește zona Hana⁠(d). Aeroportul a fost tranzitat în 2021 de 4.393 de pasageri. A fost deschis în 11 noiembrie 1950 și numit după zona deservită.
Situat la o altitudine de 24 m, aeroportul dispune de 1 pistă.

## Infrastructură

### Piste
Aeroportul dispune de o singură pistă. Pista 08/26 are suprafața de asfalt și dimensiunile 3.606 picioare × 100 picioare. 